# Hodge Escarpment
Das Hodge Escarpment ist eine Geländestufe im westantarktischen Queen Elizabeth Land. In der Forrestal Range der Pensacola Mountains erstreckt sie sich nordöstlich des Henderson Bluff an der Nordwestseite des Lexington Table.
Das Advisory Committee on Antarctic Names benannte sie 1979 nach dem Geophysiker Steven M. Hodge, der für den United States Geological Survey von 1978 bis 1979 im Dufek-Massiv und in der Forrestal Range tätig war.